# 臺南市學甲區學甲國民小學
臺南市學甲區學甲國民小學（簡稱學甲國小），位於臺灣臺南市學甲區。學甲國小的前身為學甲公學校，成立於1906年。最初借用學甲慈濟宮廂房上課，1918年遷至現今私立天仁工商的位置。後來因學生數眾多，配合1937年的學甲都市計畫遷校擴建，1940年才遷至學甲國小現址。2018年，其舊校地（私立天仁工商）的原學甲公學校校舍，登錄為台南市歷史建築。

## 沿革
- 1906年，成立學甲公學校，並借用學甲慈濟宮廂房授課。
- 1918年，遷至新校舍。設立「頂溪洲分教場」。
- 1922年，增設二年制高等科。成立「中洲分教場」。頂溪洲分教場獨立為頂溪洲公學校。
- 1923年，設立「宅子港分教場」。
- 1926年，中洲分教場獨立為中洲公學校。
- 1939年，宅子港分教場獨立為宅子港公學校。
- 1940年，學甲公學校遷至現址。
- 1941年，因《臺灣教育令》修正，改稱學甲國民學校。
- 1946年，戰後改名為台南縣學甲鄉第一國民學校。
- 1947年，改名為台南縣學甲鄉學甲國民學校。
- 1957年，設立新榮、文化、美和、達明分校。
- 1961年，新榮分校獨立，定名為「東陽國民學校」。文化、美和兩分校改隸屬東陽國民學校。
- 1968年，因實施九年國民義務教育而改名為臺南縣學甲鎮學甲國民小學。
- 1993年，設置「學甲國民小學附設補習學校」。
- 1996年，設置「啟智班」。
- 2006年，舉辦創校百年校慶系列活動（21~23日）。
- 2010年12月25日，因臺南縣市合併改制直轄市，改稱臺南巿學甲區學甲國民小學。
- 2011年，設置臺南市行動英語村-學甲村。
- 2014-2017年，設置教育部社區多功能學習中心，為臺南巿推動健康促進總中心學校。
- 2016年4月，辦理110周年校慶系列活動。[4]

## 歷任校長
日治時期
| 姓名       | 任期                          | 備註 |
| ---------- | ----------------------------- | ---- |
| 鈴木徹     | 1906年2月20日－1913年8月13日  |      |
| 勝又珉造   | 1913年8月13日－1919年7月8日   |      |
| 木村正喜   | 1919年7月8日－1920年9月1日    |      |
| 井上富士   | 1919年9月1日－1919年10月5日   |      |
| 古賀房次郎 | 1920年10月5日－1923年4月14日  |      |
| 土持武熊   | 1923年4月27日－1938年9月22日  |      |
| 前元真良   | 1938年9月22日－1941年10月25日 |      |
| 片山侄     | 1941年10月25日－1944年3月31日 |      |
| 勝木俊美   | 1944年3月31日－1945年8月31日  |      |

戰後
| 姓名   | 任期                         | 備註             |
| ------ | ---------------------------- | ---------------- |
| 陳紅   | 1945年8月31日－1947年8月31日 |                  |
| 李廷燕 | 1947年9月1日－1971年1月1日   | 退休             |
| 蘇瑞太 | 1971年1月1日－1976年7月31日  | 調任             |
| 林聰明 | 1976年8月1日－1990年7月31日  | 調任             |
| 許崑林 | 1990年8月1日－1991年11月1日  | 任內逝世         |
| 莊登進 | 1991年11月2日－1992年2月28日 | 教務主任兼代校長 |
| 李振福 | 1992年3月1日－1997年9月1日   | 調任             |
| 吳春明 | 1997年9月1日－2005年7月31日  | 退休             |
| 李素珍 | 2005年8月1日－2009年7月31日  | 調任麻豆國小     |
| 林炳宏 | 2009年8月1日－2015年7月31日  | 退休             |
| 蔡玉葉 | 2015年8月1日－2019年6月30日  | 退休             |
| 方啟丞 | 2019年7月1日－2019年7月31日  | 教務主任兼代校長 |
| 陳敏男 | 2019年8月1日至今             |                  |

## 外部連結
- 臺南市學甲區學甲國民小學

## 圖像集

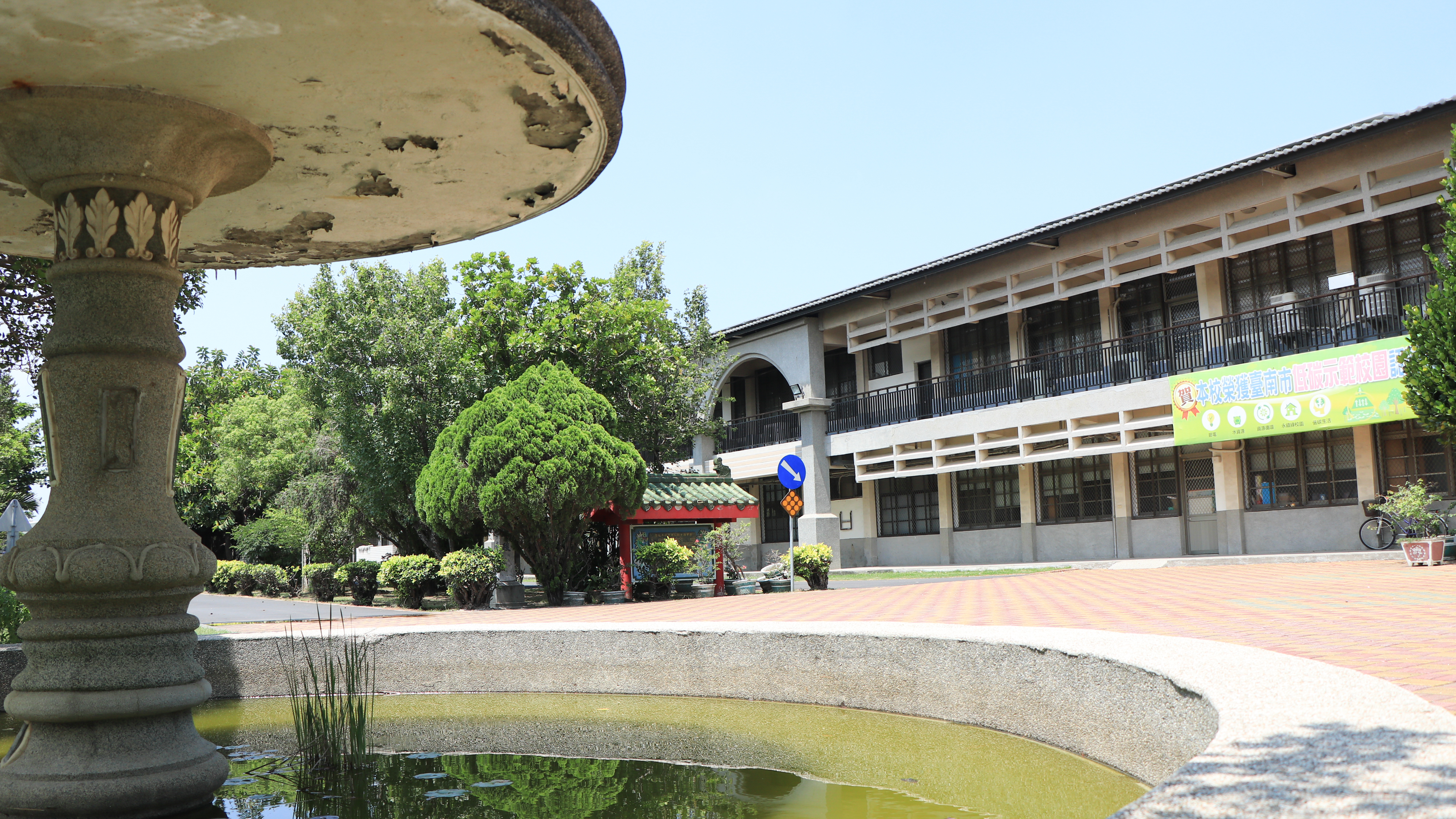
校園一隅教學教室
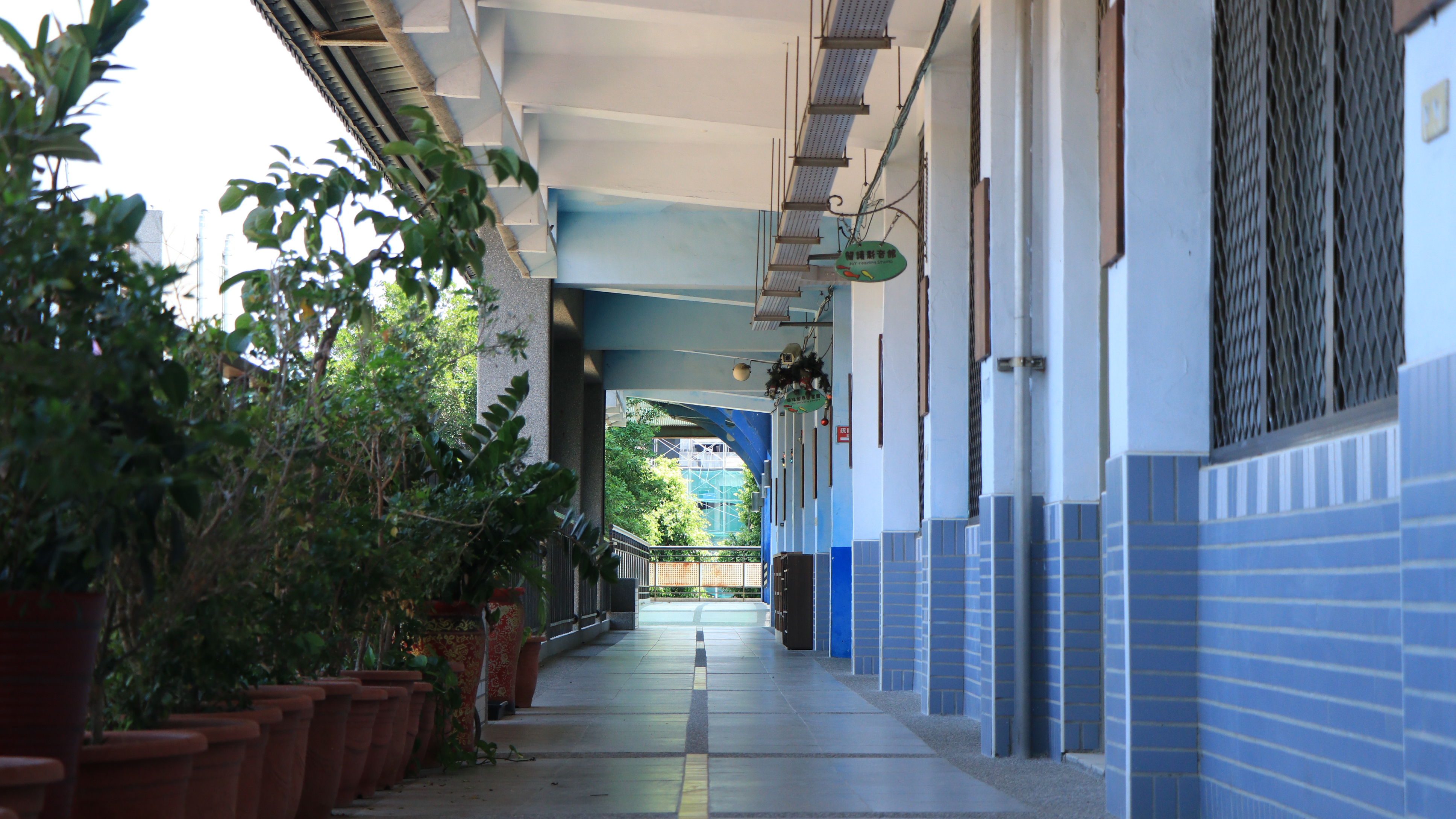
教室外長廊
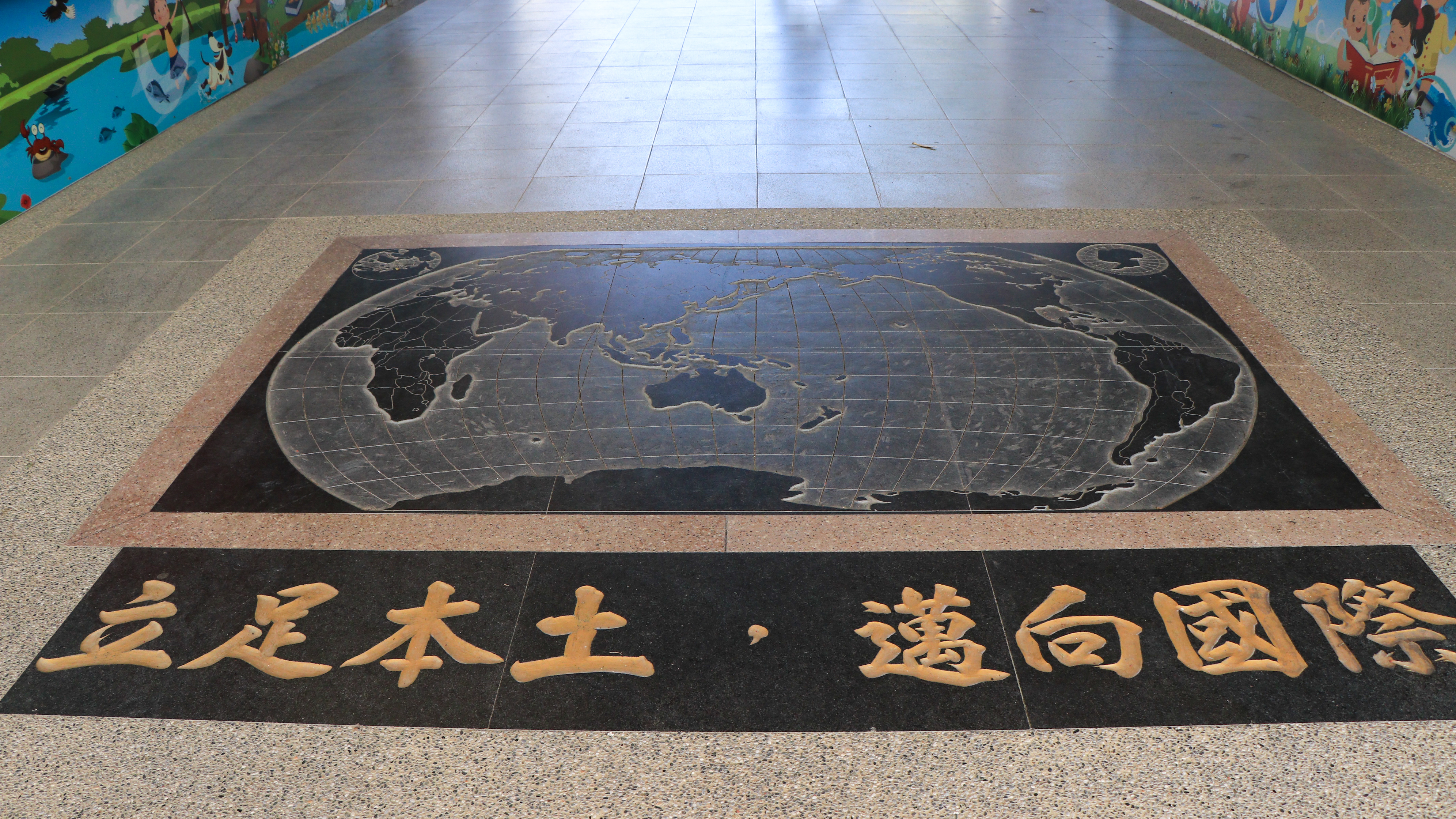
穿堂地板石刻世界地圖